# Kotlina Czadu

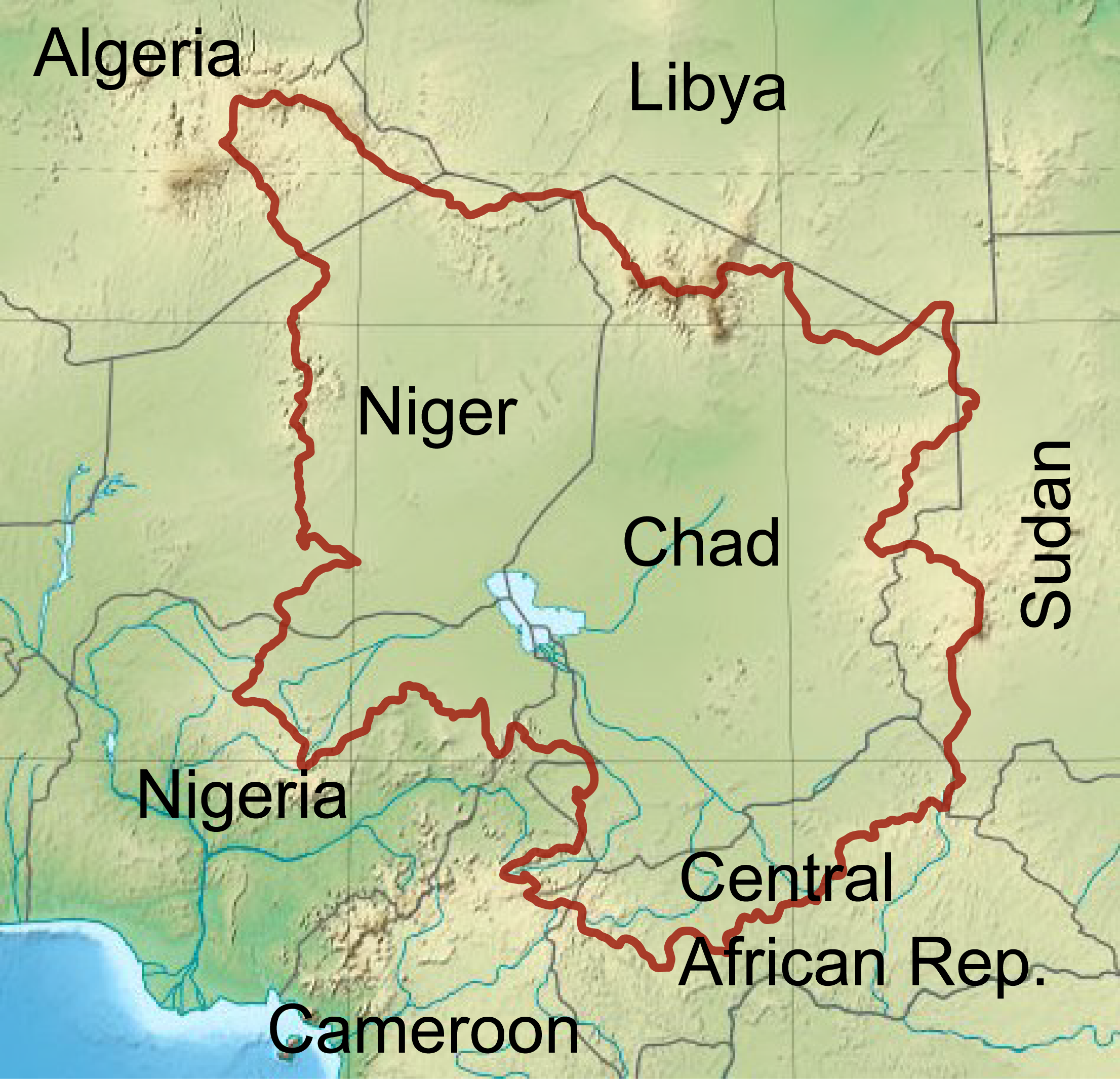
Granice Kotliny Czad

Kotlina Czadu – kraina geograficzna położona w środkowej Afryce.

## Położenie
Kotlina Czadu znajduje się między pasmem górskim Tibesti a wyżynami Aïr, Dar Fur, Adamawa i Bauczi.

## Flora i fauna
Na północy szatę roślinną tworzy busz, na południu – sawanny. Na sawannie, oprócz różnych gatunków traw (np. trawa słoniowa), rozwinąć się mogą pojedyncze drzewa takie jak: baobab, akacja, drzewiaste wilczomlecze czy drzewa kapokowe.
Bezpośredni wpływ na ubogą szatę roślinną ma klimat – niska suma opadów, wysokie temperatury, duże amplitudy temperatur.
Szata ta jednak jest w stanie zapewnić żywność licznym roślinożercom. Oprócz tych na obszarze tym występują również drapieżcy. Tak więc świat zwierząt tworzą: antylopy, bawoły, zebry, żyrafy, słonie, lamparty, gepardy, likaony, hieny, lwy, nosorożce czarne oraz ptactwo (np. wikłacze).

## Klimat
Kotlina Czadu leży w strefie klimatu równikowego z dwiema lub jedną porą deszczową.

## Gleby
Wokół jeziora Czad wykształciły się gleby bagienne, natomiast na pozostałym obszarze kotliny gleby brązowoczerwone i czarne ziemie tropikalne.